# Jamie Mackie
Charles James Mackie (Dorking, Inglaterra, 22 de septiembre de 1985), más conocido como Jamie Mackie, es un exfutbolista escocés que jugaba como delantero.
Aunque nació y se crio en Inglaterra, Mackie representa Escocia a nivel internacional, su elegibilidad para hacerlo es a consecuencia de que su abuelo nació en Kilmarnock.
Mackie comenzó su carrera en Wimbledon F. C., que avanza a través de la cantera del club para hacer su debut en el primer equipo en diciembre de 2003. Él era un miembro del equipo cuando el club cambió de nombre y se mudó a Milton Keynes Dons F. C., pero hizo un número limitado de apariciones antes de unirse a Exeter City F. C.. Pasó el tiempo cedido en Sutton United F. C. en 2005 y volvió a establecerse como normal un primer equipo. 12 goles en 27 partidos durante la temporada 2007-2008 despertando el interés de otros clubes y fichó por el Plymouth Argyle F. C. en el mercado de invierno, marcando dos goles en su debut en el Campeonato. Apareció regularmente en el club durante los próximos dos años y terminó como máximo goleador del club en la temporada 2009-2010. Se unió al Queens Park Rangers F. C. en mayo de 2010 la firma de un contrato de cuatro años por una cantidad de 600 000 €.
Anunció su retirada en julio de 2020 con 34 años de edad.

## Carrera

### Inicios de su carrera
Mackie comenzó su carrera en Leatherhead F. C., uniéndose al Wimbledon F. C. como aprendiz en 2003, antes de trasladarse a Exeter City F. C. en agosto de 2005. Después de un breve período en préstamo en Sutton United F. C. en su primera temporada, Mackie pasó a convertirse en un habitual en el primer equipo anotando más de 20 goles en todas las competiciones, de casi 100 apariciones, así alertar a otros clubes de su potencial.

### Plymouth Argyle
Tras entregar una solicitud de transferencia, Mackie firmó por el Plymouth Argyle, después de haber peleado la competencia contra equipos como Bristol City, Norwich City, Bristol Rovers y Cheltenham Town, terminó ganando la pulseada el Plymouth Argyle por una cuota inicial de 145 000 £. Su primera aparición en el Plymouth Argyle, fue el 12 de febrero de 2008, adelantándose como substituto contra Barnsley, Mackie anotó a los once segundos de su llegada en el terreno de juego, rompiendo así el récord de Tony Witter para el gol más rápido anotado para Plymouth Argyle en un debut. Se iba a marcar el segundo en ese juego. Lo ofrecieron 13 veces más esa temporada, principalmente como un sustituto, anotando su tercer gol para el club contra Preston North End. En 19 de abril de 2008.
Mackie se ha establecido como un jugador del primer equipo durante la temporada 2008-2009, haciendo 45 apariciones en todas las competiciones, con destaque para la huelga de 25 yardas en contra de Reading en Home Park. Tras comenzar la vida con los peregrinos principalmente como un sustituto de impacto, Mackie posteriormente se convirtió en un nombre habitual en partida del club line-up. Jugó 44 veces durante la temporada 2009-10, anotando un total de 8 goles, aunque esto no fue suficiente para mantener a Plymouth en el segundo nivel del fútbol Inglés.

### Temporada 2010-2011
En mayo de 2010, Mackie firmó un contrato de cuatro años con Queens Park Rangers. Por una suma de 600.000 €. Firmado por Neil Warnock en lo que sería una temporada de campeonato ganando, trabajó principalmente en el derecho ala / posición en el centro del campo de Warnock nuevo 4-2-3-1 formación. Mackie tuvo un buen comienzo en el QPR, anotando en su debut en la victoria por 4-0 sobre el Barnsley. A mediados de septiembre Mackie se había puesto en la cima de la lista de goleadores con 8 goles en sus primeros 7 partidos de liga en la Football League Championship 2010-2011, anotando dobles contra Ipswich Town y Leicester City.
Sin embargo, después de esto, no pudo marcar en 13 partidos hasta marcar el primero en la victoria por 4-0 sobre el Swansea City. El 8 de enero, en un partido de la FA Cup eliminatoria ante el Blackburn Rovers, Mackie sostenido una doble tibia / peroné descanso durante una colisión con los vagabundos de jugador Gael Givet. La lesión mantuvo al jugador durante 7 meses hasta que regresó a los entrenamientos en septiembre de 2011. Aunque en el marco de la segunda mitad de la temporada había participado aún suficiente para la adjudicación de un Campeonato ganadores de medalla que había permitido al equipo a ganar el ascenso a la Premier League para la primera vez en 15 años.

### Temporada 2011-2012
Mackie regresó al primer equipo QPR con una apariencia sustituto en octubre de 2011 coinciden en Fulham y luego comenzó su primer Premier League partido en casa ante el Blackburn Rovers (contra la que se había roto la pierna anterior) dos semanas después Mackie anotó su primer gol en la Liga Premier una derrota en casa 2-3 a Sunderland.
Su regreso a un lado lo vio ofrecen regularmente en Neil Warnock hasta que fue sustituido en enero de 2012 por Mark Hughes. Según Mark Hughes, Mackie continuó ocupando un puesto de gran mediocampo y aparece en la victoria contra Wigan Athletic y el posterior sorteo con Aston Villa. Sustituido por Adel Taarabt (que volvió de la Copa Africana de Naciones 2012) para el partido contra el Wolves, que terminó en derrota, salió del banquillo en el minuto 66 para reemplazar a Akos Buzsaky contra Blackburn Rovers en Ewood Park con el marcador 3-0 para el equipo local. Él anotó dos veces para poner el marcador 3-2 y de nuevo a casi agarró un ecualizador para presionar por un puesto de titular en el lateral Mackie salió de la banca para Joey Barton en el partido en casa contra Liverpool para inspirar una reaparición de 2-0, anotó el ganador en una emocionante victoria por 3-2 ante el Loftus Road. En el siguiente partido en casa contra Arsenal, tuvo una asistencia en el gol de la victoria por Samba Diakité en la victoria por 2-1. Su meta sexto de la temporada llegó en el partido en casa siguiente en Loftus Road, anotando el segundo en la victoria por 3-0 sobre Swansea City. También marcó el gol del Rangers en segundo lugar en el final de la temporada 2011-2012 en una derrota por 3-2 a Manchester City. Quien se coronó campeón de ese día.

### Temporada 2012-2013
El 16 de mayo de 2012, Mackie escribió una prórroga de un año del contrato, comprometiéndose con el club hasta 2015. Él anotó su primer gol de la temporada con una derrota por 3-1 ante el Manchester United en Old Trafford.
Marcó una semana después del segundo gol como ecualizador en el empate ante el Aston Villa.

### Medios de trabajo
Mackie apareció regularmente como comentarista para Sky Sports Campeonato, mientras que la cobertura que se lesionó.

## Carrera internacional
El 24 de agosto de 2010, Mackie dijo que quiere jugar a nivel internacional por Escocia. Mackie califica para jugar en Escocia como su abuelo nació en Kilmarnock. El día siguiente, la Escocia entrenador Craig Levein indica que podía llamar Mackie para el mes de octubre para los partidos de clasificación para la Eurocopa 2012 contra la República Checa y la España. El 30 de septiembre de 2010, se anunció que Mackie había sido convocado para jugar con Escocia después de ayudar al QPR a un muy prometedor inicio de temporada. Comenzó el partido contra la República Checa en el Synot Tip Arena, pero el partido terminó en una victoria por 1-0 para la República Checa. Anotó su primer gol como internacional en un partido amistoso contra las Islas Feroe el 16 de noviembre de 2010. El 1 de noviembre de 2011, Mackie fue llamado a la selección para hacer frente a la Chipre el 11 de noviembre. Mackie comenzó el partido, y anotó en a los 56 minutos.

## Clubes
| Club                      | País       | Año       |
| ------------------------- | ---------- | --------- |
| Wimbledon F. C.           | Inglaterra | 2003-2004 |
| Milton Keynes Dons F. C.  | Inglaterra | 2004-2005 |
| Exeter City F. C.         | Inglaterra | 2005-2008 |
| Plymouth Argyle F. C.     | Inglaterra | 2007-2010 |
| Queens Park Rangers F. C. | Inglaterra | 2010-2013 |
| Nottingham Forest F. C.   | Inglaterra | 2013-2015 |
| Reading F. C. (cedido)    | Inglaterra | 2014-2015 |
| Queens Park Rangers F. C. | Inglaterra | 2015-2018 |
| Oxford United F. C.       | Inglaterra | 2018-2020 |

## Palmarés

### Campeonatos nacionales
| Título                       | Club                      | País       | Año  |
| ---------------------------- | ------------------------- | ---------- | ---- |
| Football League Championship | Queens Park Rangers F. C. | Inglaterra | 2011 |